# Ross Lupaschuk
Ross Lupaschuk (ur. 19 stycznia 1981 w Edmonton) – kanadyjski hokeista.

## Kariera
- Team Canada (1996–1997)
- Lethbridge Hurricanes (1997)
- Prince Albert Raiders (1997–1999)
- Red Deer Rebels (1999–2001)
- Wilkes-Barre/Scranton Penguins (2001–2002)
- Pittsburgh Penguins (2002)
- Wilkes-Barre/Scranton Penguins (2002–2005)
- Mora IK (2005–2006)
- Malmö Redhawks (2006)
- Oulun Kärpät (2006–2007)
- Awangard Omsk (2007–2008)
- Sibir Nowosybirsk (2008–2009)
- Mora IK (2009)
- HIFK (2009–2010)
- Kölner Haie (2010–2011)
- Vienna Capitals (2011–2012)
- Jokerit (2012)
- EC Red Bull Salzburg (2012–2013)
- Falher Pirates (2012-2015)
- Stony Plain Eagles (2015-2016)